# Тосканская марка
Тосканская марка (Тосканское маркграфство) — марка, созданная Каролингами в Тоскане и на прилегающих к ней землях бывшего Лангобардского королевства. На севере она граничила с Итальянским королевством, на востоке и юге — с Папской областью, на западе омывалась Лигурийским морем. Сама марка представляла собой набор графств (в основном в долине Арно).

## История
Первым маркграфом Тосканским был Адальберт I, который получил этот титул в 846 году. Его дед и отец — Бонифаций I и Бонифаций II — также были носителями высоких титулов и контролировали большинство графств региона. Их потомки занимали престол до 931 года; в конце IX — начале X веков поддержка маркграфа Тосканы была важна для любого кандидата на трон короля Италии.
В 931 году Гуго Арльский, сделавшийся королём Италии, сместил потомков Бонифациев в рамках своих усилий по консолидации наиболее важных владений в Италии в руках своих родственников. Он даровал Тоскану своему брату Бозо; марка оставалась под управлением потомков Бозо вплоть до 1001 года, маркграфы Тосканские продолжали играть важную роль при выборе короля Италии.
В 1027 году за оппозицию в вопросе избрания его итальянским королём Конрад II сместил очередного тосканского маркграфа из числа потомков Бозо, и передал марку своему стороннику Бонифацию. Бонифаций объединил под своей рукой всё наследие Каносского дома и передал его по наследству своей дочери Матильде, которая оставила выдающийся след в истории средневековой Италии.
Матильда назначила наследницей своих ленных земель и поместий римскую церковь, однако это был столь лакомый кусок, что наследие Матильды на несколько веков стало объектом борьбы между папами и императорами, а новых маркграфов Тосканских уже не назначалось. Во время этой междоусобицы ряд территорий бывшей Тосканской марки развились настолько, что стали самостоятельными государственными образованиями.

## Маркграфы Тосканские
- Адальберт I (846—884)
- Адальберт II (884—915)
- Гвидо (915—929)
- Ламберт (929—931)
- Бозон (931—936)
- Уберто (936—962)
- Уго (970—1001)
- Бонифаций III (1004—1011)
- Раниер (1014—1024)
- Бонифаций IV (1027—1052)
- Фридрих (1052—1055)
- Готфрид I (1054—1069)
- Готфрид II (1069—1076)
- Матильда Тосканская (1076—1115)